# Hans Siegenthaler
Hans Siegenthaler (5 febbraio 1923 – 2007) è stato un calciatore svizzero, di ruolo attaccante.